# Benson megye
Benson megye az Amerikai Egyesült Államokban, azon belül Észak-Dakota államban található. Megyeszékhelye Minnewaukan, legnagyobb városa Fort Totten. Lakosainak száma 5964 fő (2020. április 1.). Benson megye Towner, Ramsey, Nelson, Eddy, Wells és Pierce megyékkel határos.

## Népesség
A megye népességének változása:
| Lakosok száma | 6666 | 6690 | 6765 | 6877 | 6753 | 5964 |
|               | 2010 | 2011 | 2012 | 2013 | 2015 | 2020 |